# جوناثان نوت
جوناثان نوت (بالإنجليزية: Jonathan Knott)‏ هو دبلوماسي بريطاني، ولد في 1967.